# Drew Neitzel
Drew Neitzel, né le 7 mai 1985 à Grand Rapids dans le Michigan (États-Unis), est un joueur de basket-ball professionnel américain. Il mesure 1,80 m.

## Biographie
Depuis sa retraite sportive, Drew Neitzel travaille en tant que conseiller en gestion de patrimoine pour la société Wells Fargo à Grand Rapids, dans le Michigan.

## Parcours

### Parcours scolaire et universitaire
- 2000-2004 :  Wyoming Park HS

- 2004-2008 :  Spartans de Michigan State (NCAA)

### Parcours professionnel
- 2008-2009 :  Artland Dragons (BBL)
- 2009-déc. 2009 :  Élan sportif chalonnais (Pro A)
- Déc. 2009-mai 2010 :  TBB Trèves (BBL)
- Janv. 2011-mai 2011 :  BBC Bayreuth (BBL)
- Janv. 2012-avr. 2012 :  Legends du Texas (D-League)
- 2012-févr. 2013 :  BBC Monthey (LNA)